# 田中麗奈ハートをあげるっ
田中麗奈ハートをあげるっ♡（たなかれなハートをあげる、通称:ハトあげ）はニッポン放送の深夜の若者向けゾーン「LF+R」の枠内で1999年4月2日～2004年9月26日にかけて放送された田中麗奈がパーソナリティーを務めたラジオ番組である。当時コマーシャルや映画などで絶頂期にあった人気女優・田中麗奈が初めて担当したラジオ番組として注目を集めた。

## 放送時間帯
- 当初は毎週金曜深夜（土曜未明）の0:00～0:30の枠でスタートし、その後2000年から日曜日23:00～23:30→2001年4月以降は同じ日曜日22:00～22:30と時間枠を移動した。地方局でもネットされたが、プロ野球中継のオフ期のみネットしていた局が多かった。
- 日曜22時からのスタートになってからは、プロ野球中継の影響を受けることがあり、その場合は時間短縮（15分～20分）や放送休止の処置が取られたことがあったほか、年末年始にもニッポン放送が特別番組の関係でネットされなかったため、地方ネット局向けのみのいわゆる「裏送り」で放送された場合もある。

## 内容
- 基本的には田中の一人語りで、前半は最近の田中の近況や自身の感じたことなどを話すフリートークのコーナー。当時水曜日に放送されたaikoのオールナイトニッポン・コム（通称ヌルコム）と並んで癒し系の番組とされていた。
- 提供クレジット読みで「I'll give you my treasure」（大事な物をあげる―『ハートをあげるっ』から）とアナウンスしていた。
- 後半はリスナーから寄せられたお便りを紹介し、被採用者には「ハートのかけら」をプレゼントした。後半になり新ノベルティ「ハートのきずな」も登場する。
- 番組を通じてコーナーがない期間が長く、普通のお便り（いわゆるふつおた）を募集していた。番組終了前の期間にコーナーを定着させたりもした。
- 常連投稿者の伏見研人（ふしみけんと）は、ハガキの採用率の高さと「自分の兄と同じ名前である」という偶然から、田中麗奈が常連として名前を覚えていた。
- 主なゲストとして、1999年6月には田中のヘアメーク担当のスタッフ、9月には中山美穂が出演した。

## ネット局
1999年 - 2001年当時
- HBCラジオ - 土曜 23:00 - 23:30（2001年4月から）
- 東北放送 - 日曜 24:30 - 25:00（2000年中まで）
- ラジオ福島 - 日曜 21:30 - 22:00（1999年10月 - 2000年3月）
- 新潟放送 - 日曜 22:30 - 23:00
- 北陸放送 - 木曜 23:00 - 23:30（2001年3月まで） → 火曜 23:30 - 24:00（2001年4月から）
- 静岡放送 - 土曜 19:00 - 19:30（1999年10月 - 2000年3月）
- 和歌山放送 - 金曜 24:00 - 24:30
- 四国放送 - 日曜 24:30 - 25:00（2001年4月から）
- 山口放送 - 土曜 21:30 - 22:00（2001年4月から）
- KBCラジオ - 日曜 26:35（AM2:35） - 27:05（AM3:05）（2000年4月 - 2001年3月）
- 大分放送 - 金曜 23:00 - 23:30（2001年3月まで）